# Kodi Justice
Kodi Justice (Mesa (Arizona), 3 de abril de 1995) es un jugador de baloncesto estadounidense que actualmente forma parte de la plantilla de CSO Voluntari de la Liga Națională rumana. Con 1,98 metros de estatura, juega en la posición de escolta.

## Trayectoria deportiva
Jugó durante cuatro temporadas con los Arizona State Sun Devils y tras no ser elegido en el Draft de la NBA de 2018, debutó como profesional en Rusia en las filas del Parma Basket con el que jugó 17 partidos de la Superliga de Baloncesto de Rusia.
En marzo de 2019 fichó por el Stelmet Zielona Góra de la primera categoría del baloncesto polaco, hasta el final de la temporada.
Durante la temporada 2019-20, en las filas del Pallacanestro Trieste promedia unas cifras de 9,3 puntos y 1,8 asistencias en la LEGA.
En noviembre de 2020, firma por el KK Zadar de la Liga Croata de Baloncesto.
En la temporada 2021-22, firma por el WKS Śląsk Wrocław de la Polska Liga Koszykówki.